# 巴伦西亚自治区政府宫

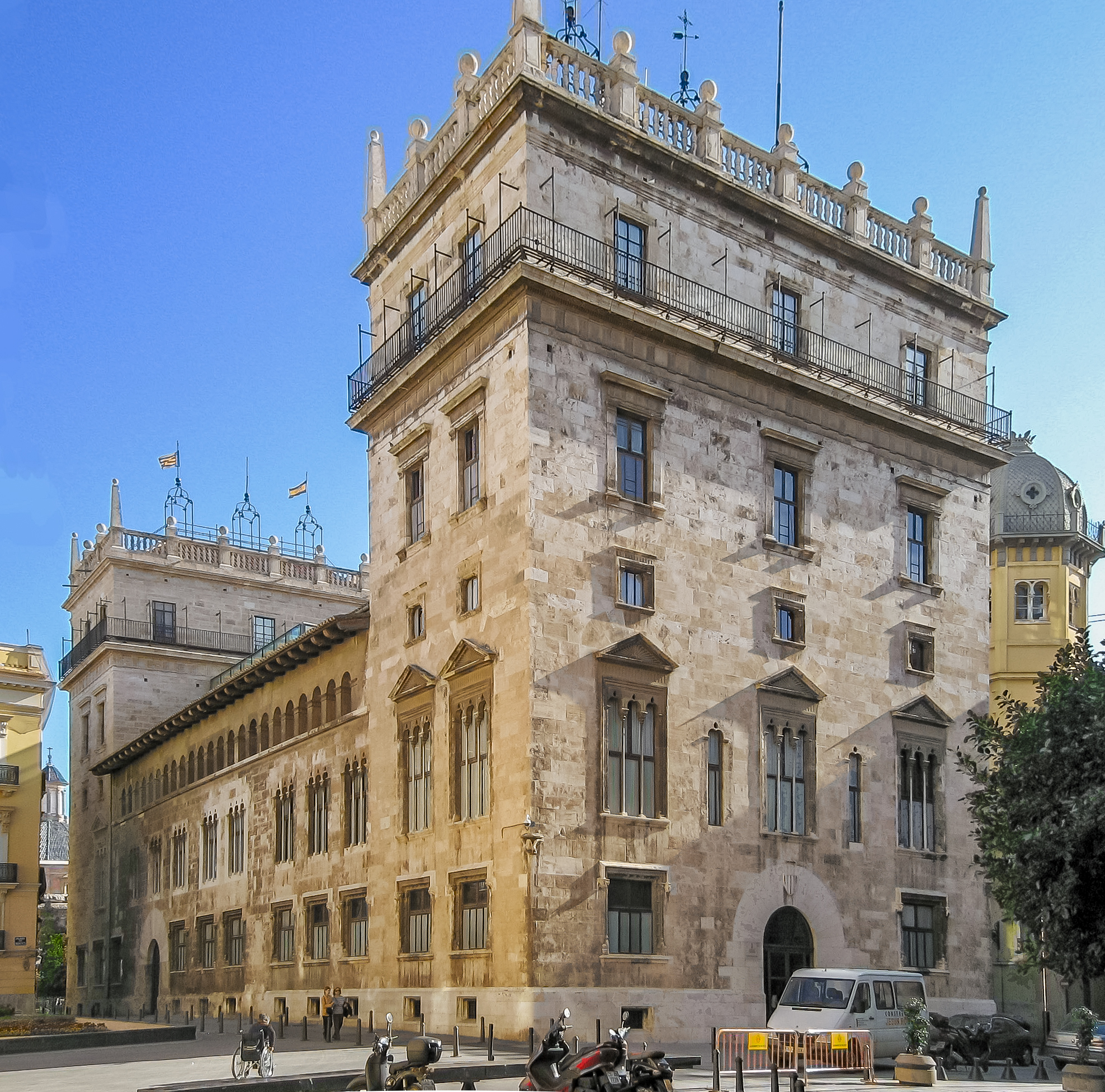

巴伦西亚自治区政府宫（Palau de la Generalitat Valenciana；Palacio de la Generalidad）是西班牙巴伦西亚的一座巴伦西亚哥特式及文艺复兴风格的建筑，建于15世纪。1931年公布为西班牙文化财产。
巴伦西亚自治区政府宫位于瓦伦西亚老城区（Ciutat Vella）主教座堂社区（La Seu）的骑士街（calles Caballeros）、百利亚街（calle Bailia）和马尼斯广场（Plaza de Manises），该市的其他代表性建筑都坐落于此，如 巴伦西亚主教座堂、无助者之圣母圣殿和富恩特埃尔莫萨宫（Palacio de Fuentehermosa）。

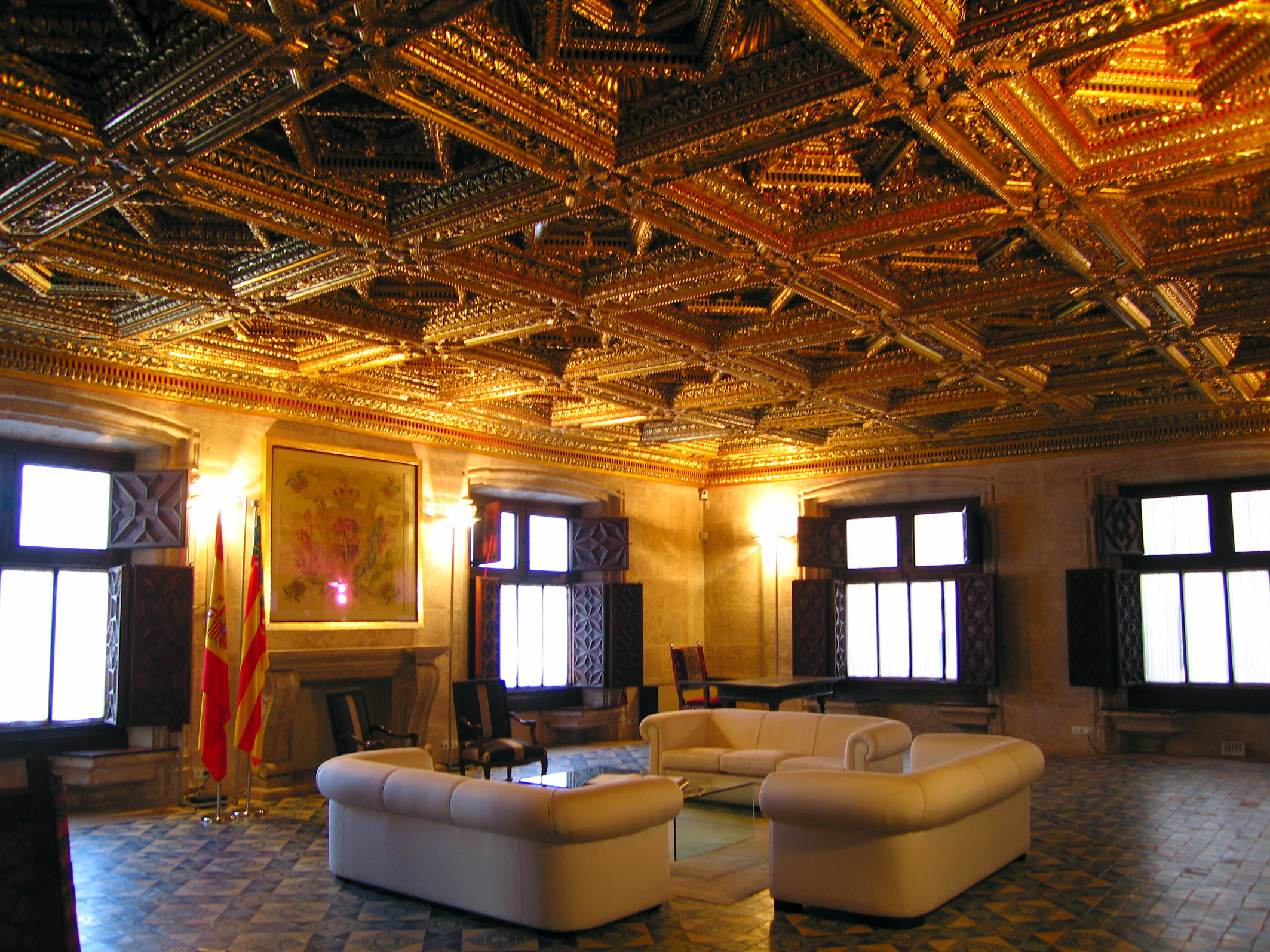
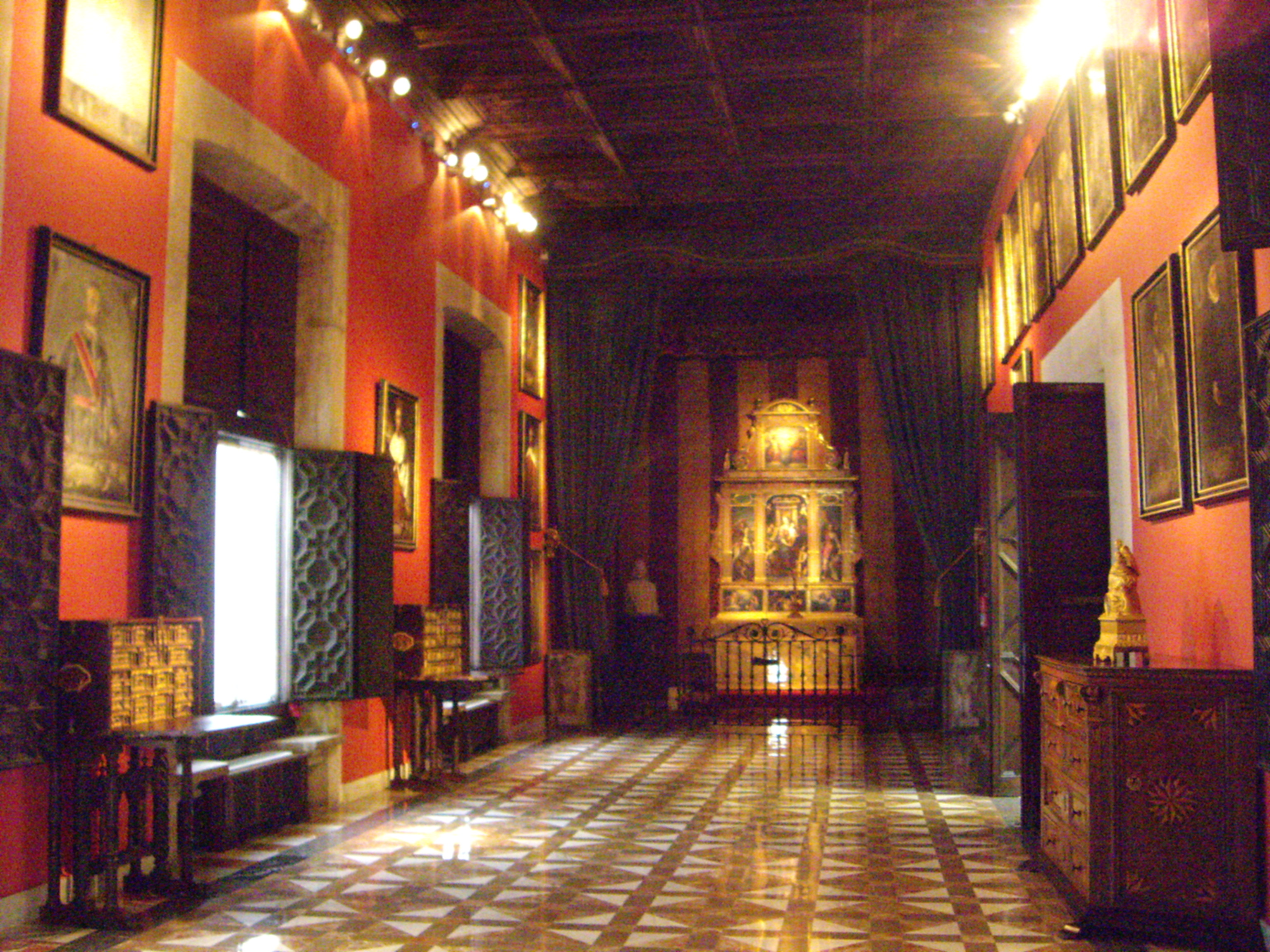
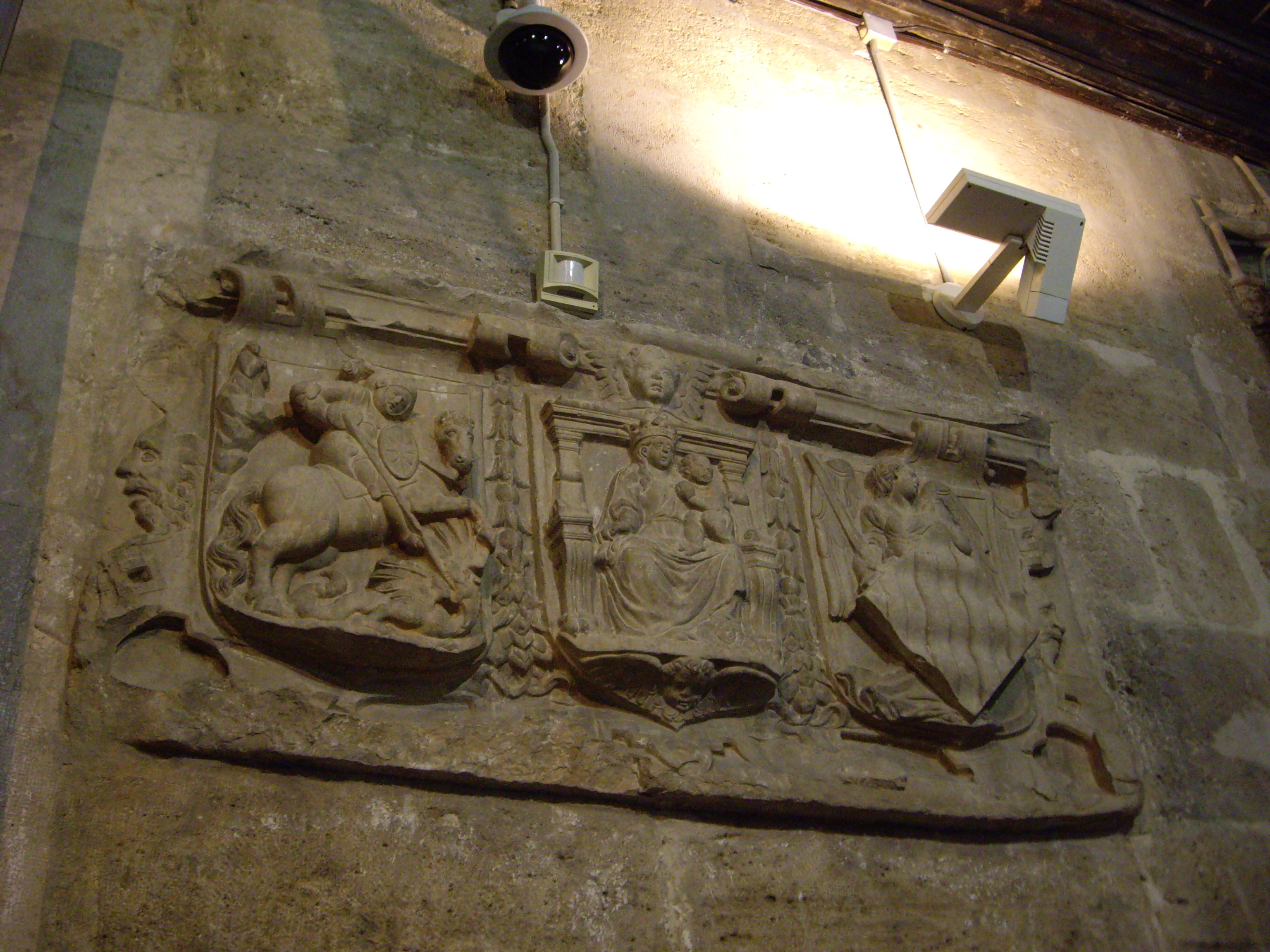
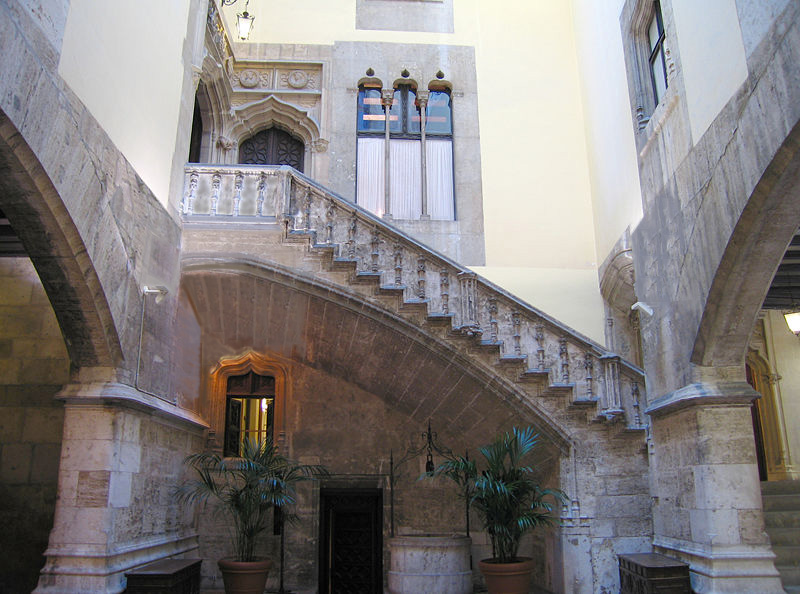
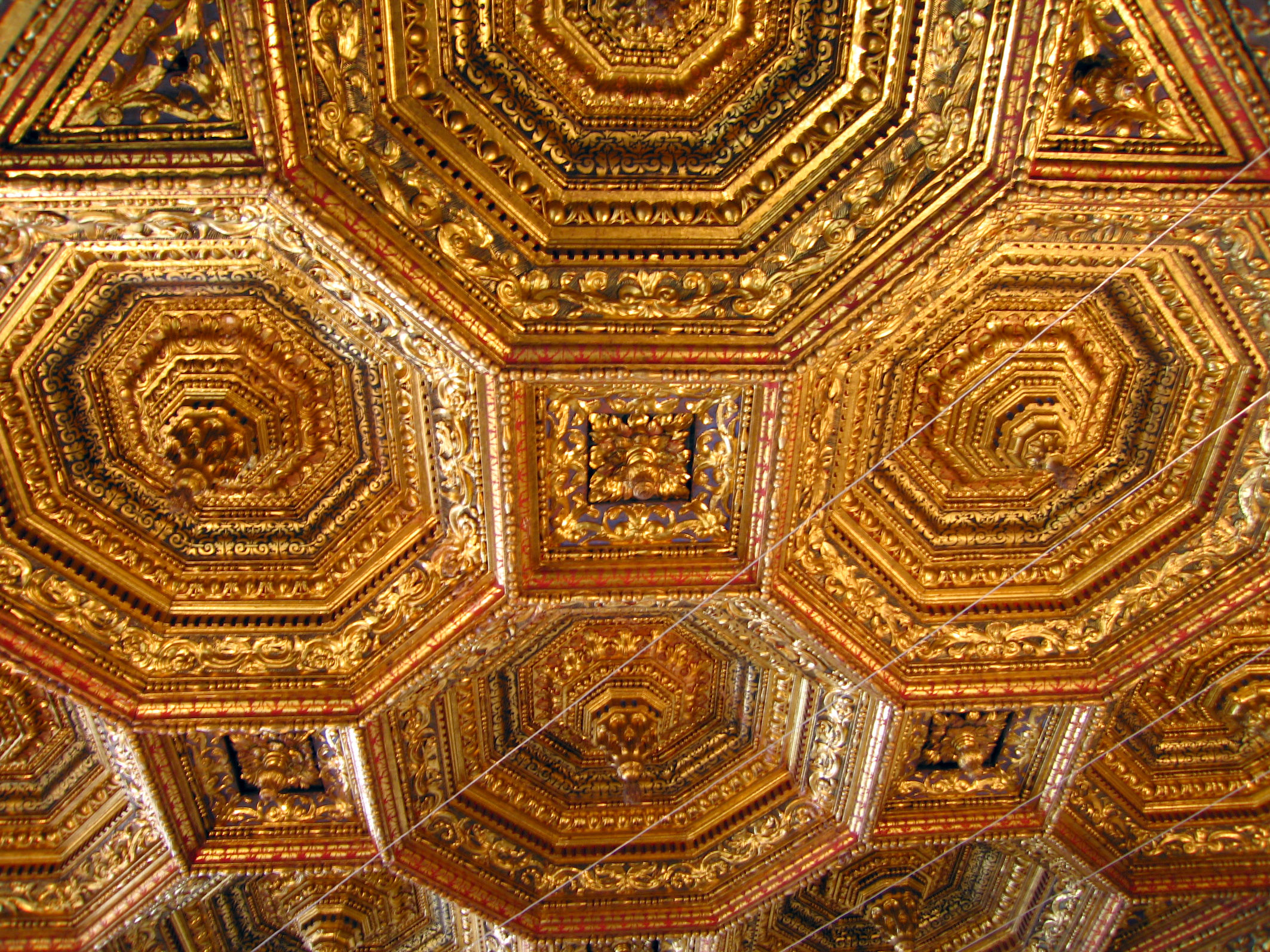
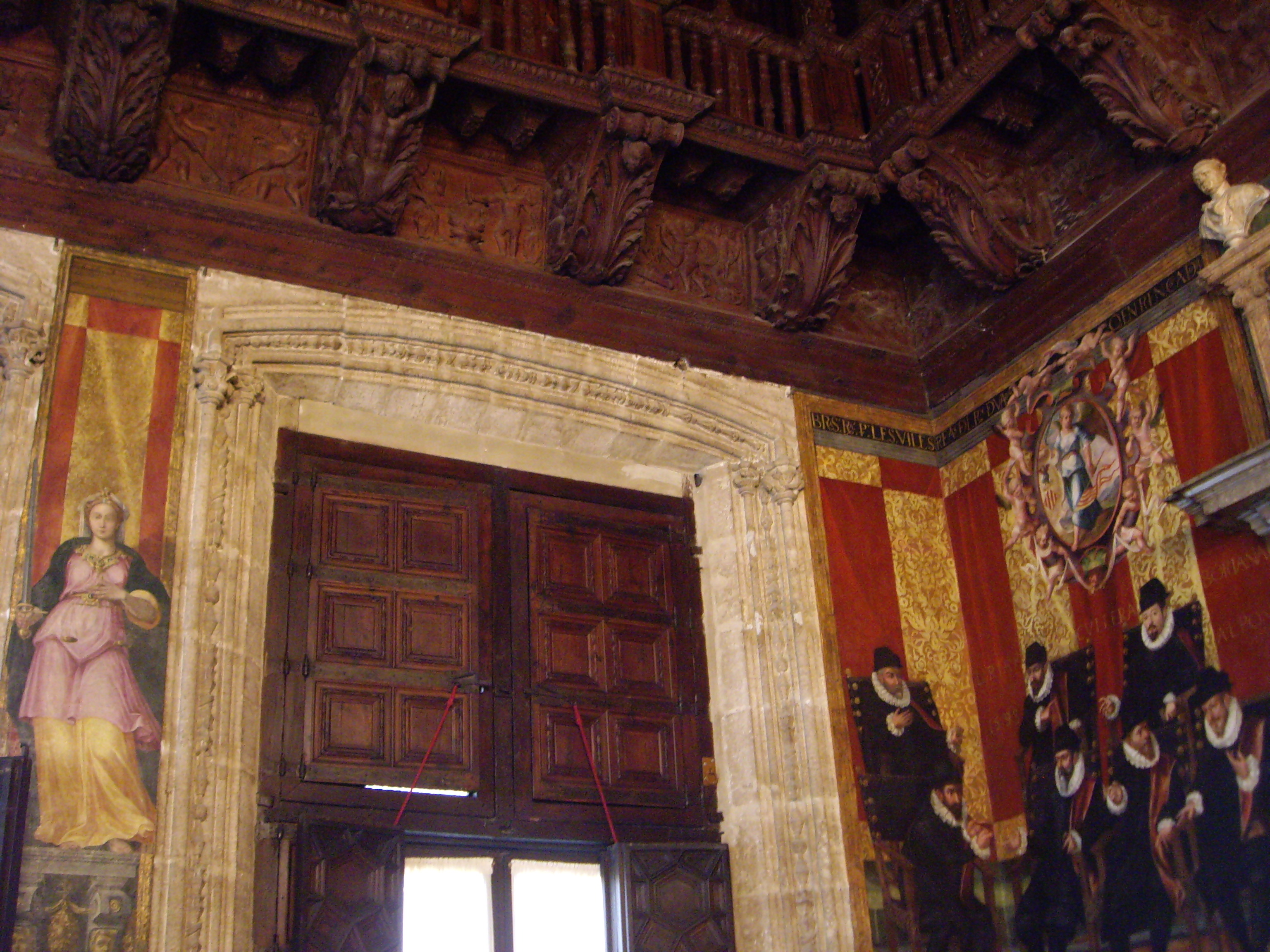
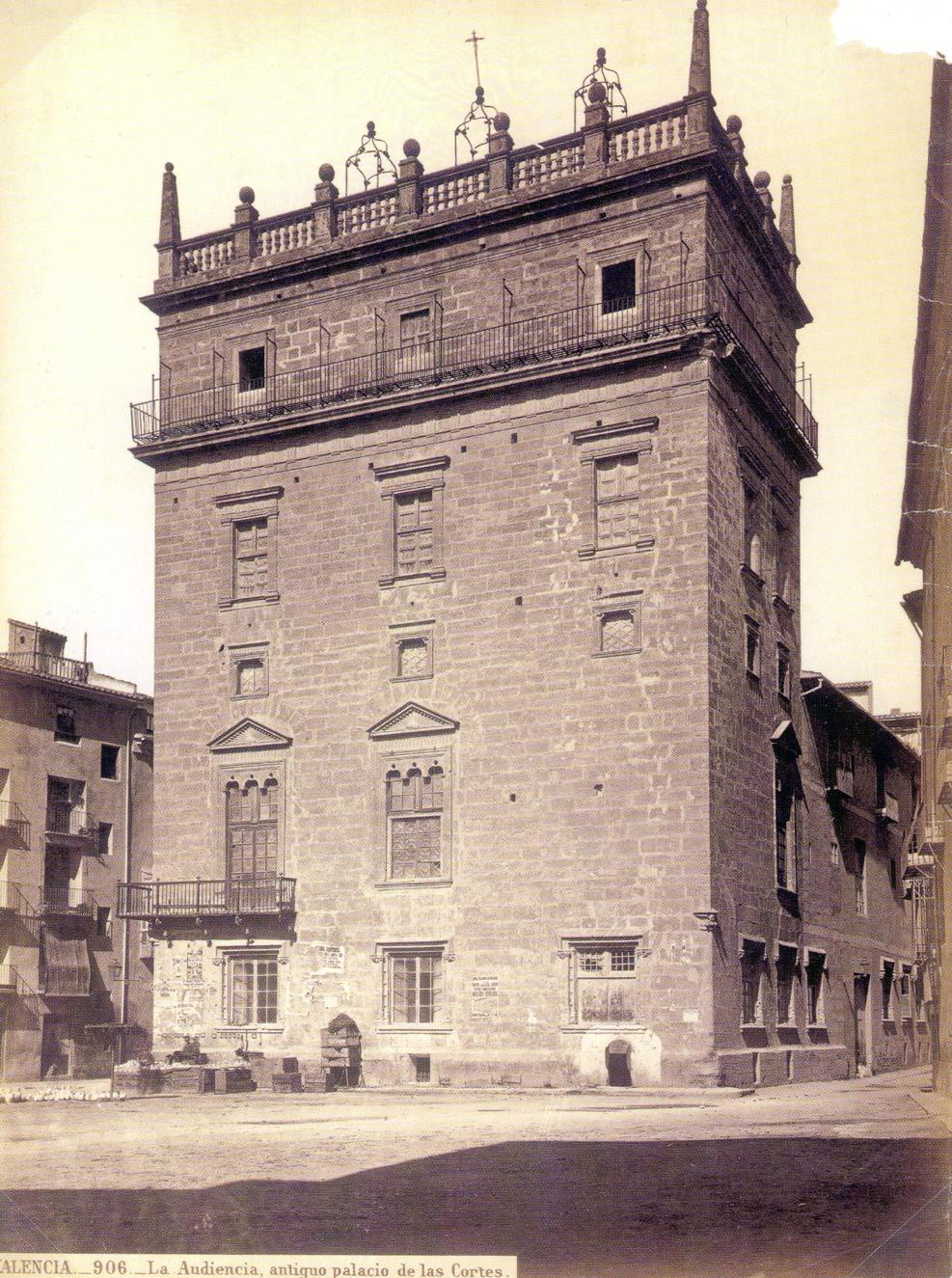
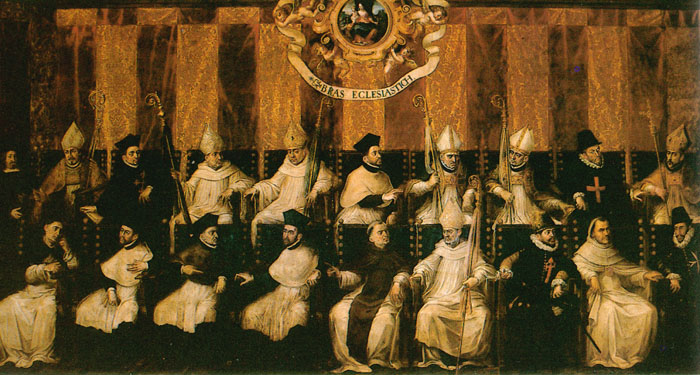
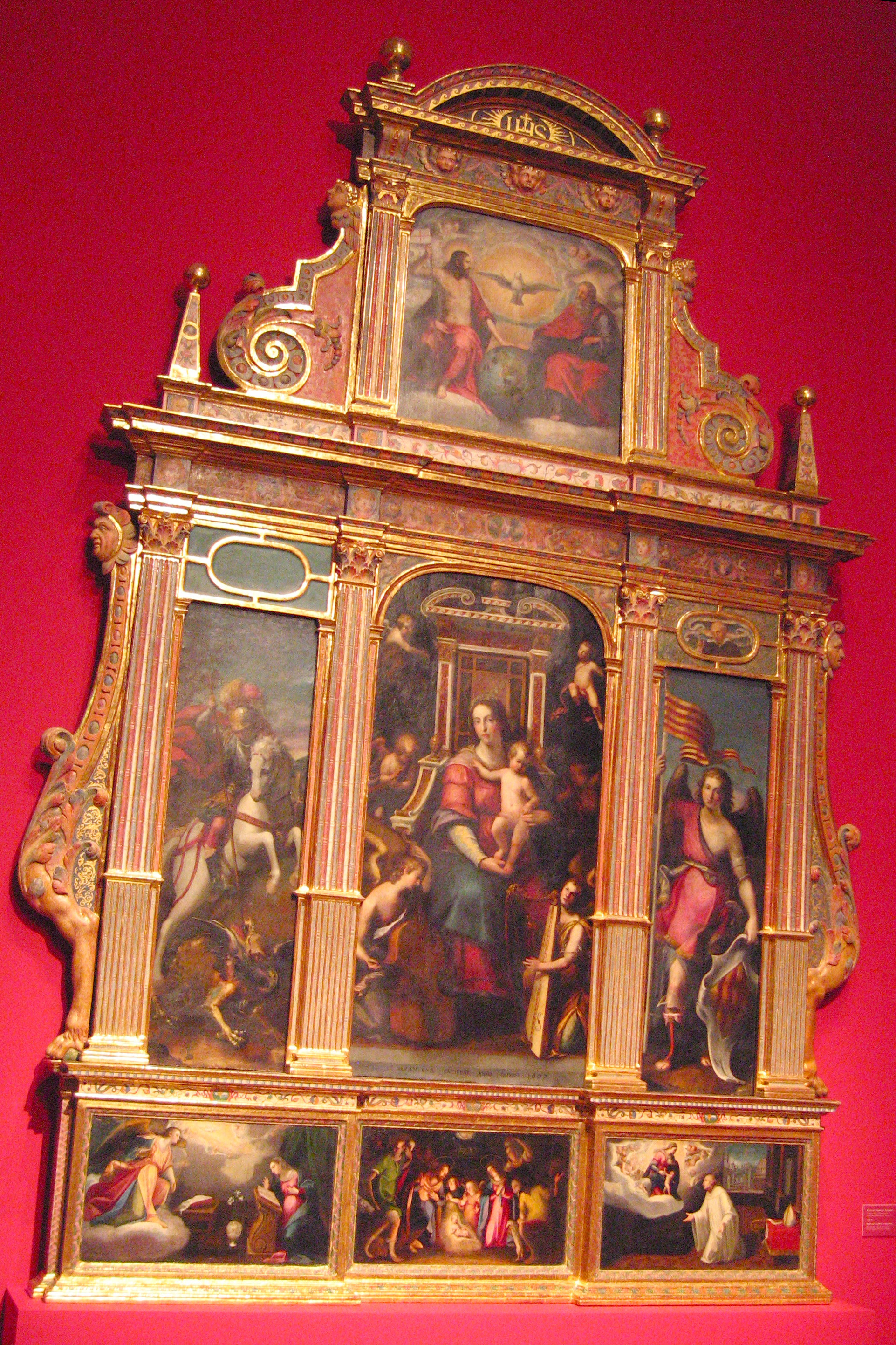
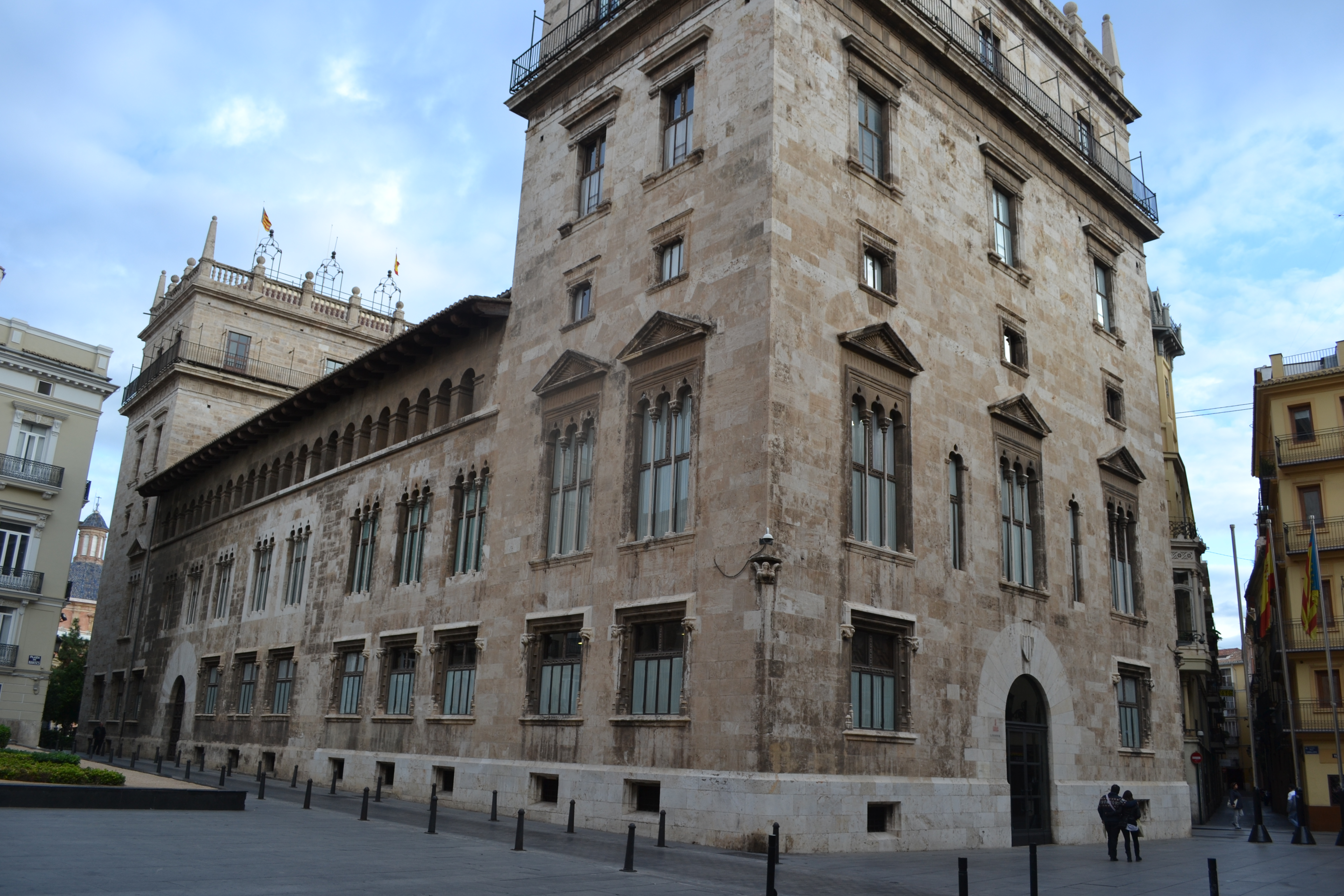